# Ipas
Ipas – założona w 1973 roku światowa organizacja non-profit, która działa na rzecz praw reprodukcyjnych kobiet, a zwłaszcza wyeliminowania śmierci i okaleczeń spowodowanych przez poddanie się nielegalnym zabiegom przerwania ciąży. Celem Ipas jest zapewnienie kobietom możliwości wyboru profesjonalnej, bezpiecznej i przeprowadzanej w godnych warunkach aborcji, a także zapobiegania niechcianym ciążom przez dostęp do antykoncepcji i edukacji seksualnej. Główna siedziba organizacji mieści się w Chapel Hill w Karolinie Północnej.